# Morebilus gammon
Morebilus gammon is een spinnensoort uit de familie Trochanteriidae. De soort komt voor in Zuid-Australië.